# 黄庭乡
黄庭乡，是中华人民共和国四川省达州市达川区曾经下辖的一个乡。2019年12月，撤销黄庭乡，将其所属行政区域划归大树镇管辖。

## 行政区划
黄庭乡撤销前下辖以下地区：
群峰村、双石村、连心村、石锣村、春屋村、周家村、万新村和通花村。